# 호스필드땃쥐
호스필드땃쥐(Crocidura horsfieldii)는 땃쥐과에 속하는 포유류의 일종이다. 캄보디아와 중국, 인도, 일본, 라오스, 네팔, 스리랑카, 대만, 태국 그리고 베트남에서 발견된다.